# Ramsau (Alsó-Ausztria)
Ramsau osztrák község Alsó-Ausztria Lilienfeldi járásában. 2019 januárjában 862 lakosa volt.

## Elhelyezkedése

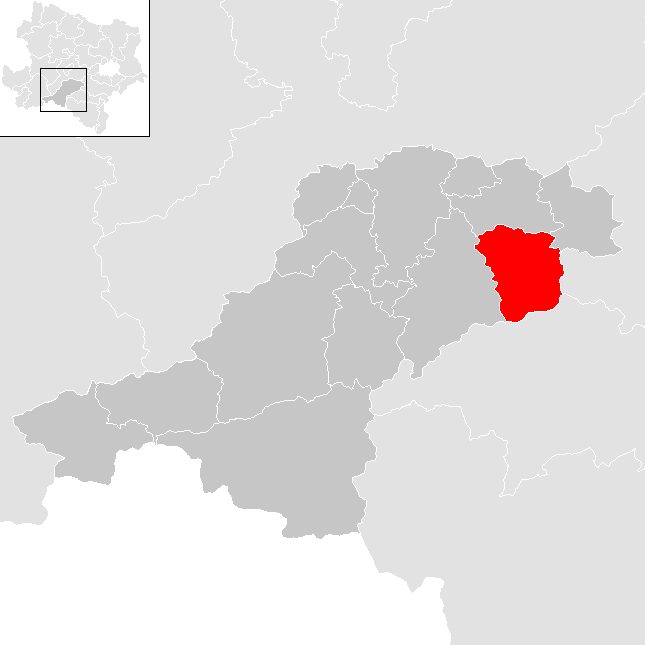
Ramsau a Lilienfeldi járásban

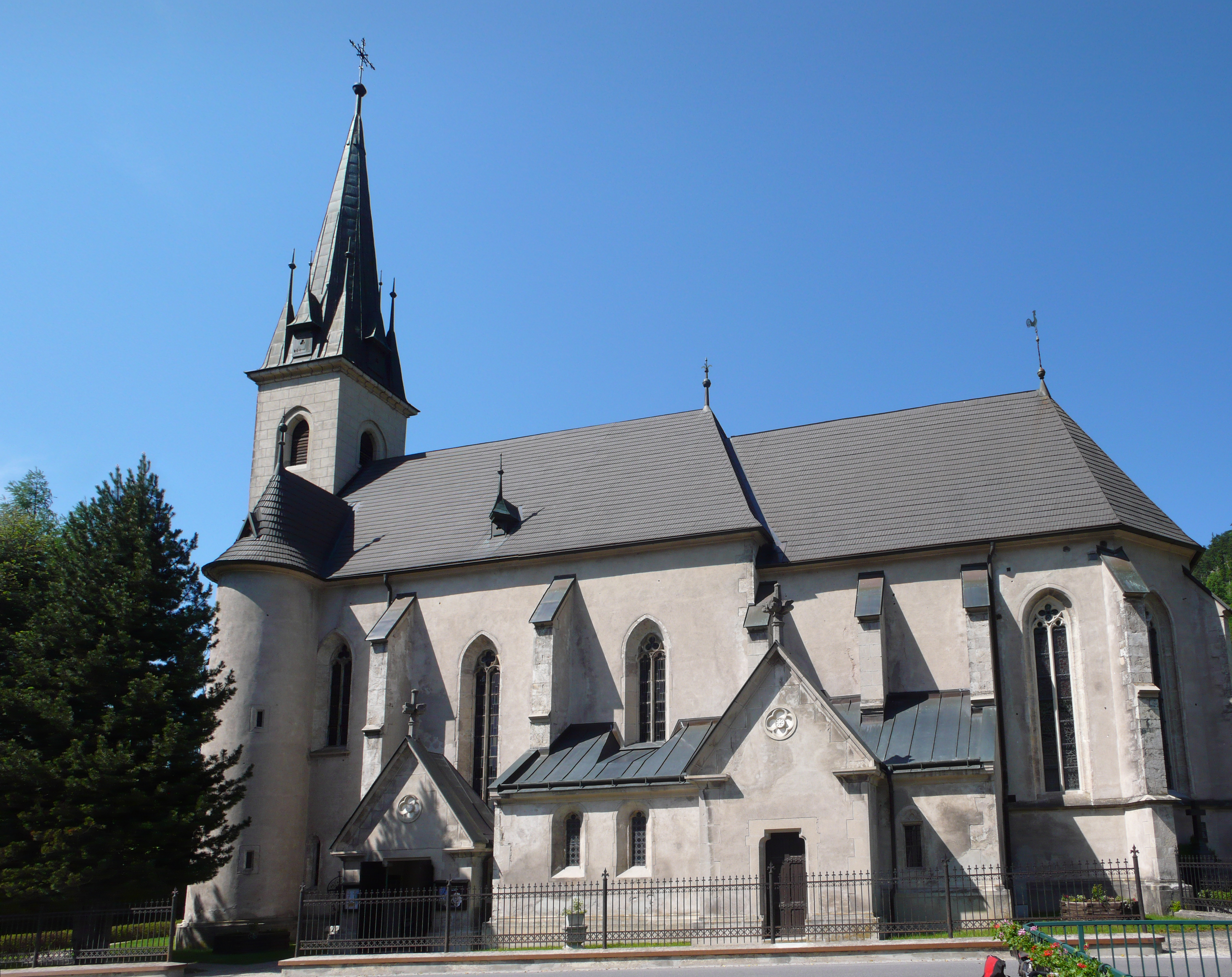
A Szeplőtelen fogantatás-plébániatemplom

Ramsau a tartomány Mostviertel régiójában fekszik a Gutensteini-Alpok északi részén, a Ramsaubach folyó mentén. Területének 82%-a erdő. Az önkormányzat 9 településrészt és falut egyesít: Fahrabach (26 lakos 2019-ben), Gaupmannsgraben (50), Haraseck (42), Kieneck (4), Oberhöhe (12), Oberried (18), Ramsau (642), Schneidbach (52) és Unterried (16).
A környező önkormányzatok: nyugatra Kleinzell, északra Hainfeld, északkeletre Kaumberg, keletre Furth an der Triesting, délre Muggendorf, délnyugatra Rohr im Gebirge.

## Története
Ramsau neve először 1263-ban fordul elő írásban; egy bizonyos Chunradus és Rudlind von Ramsau tanúkként szerepelnek egy birtokadományozó oklevélen. A Ramsau családnak egy kis vára is volt a mai községben, amely mára eltűnt. Templomát először 1342-ben említik. A falut birtokló Ramsau nemzetség elszegényedett és a 14. század elejétől birtokai elkezdte eladogatni a lilienfeldi apátságnak, míg végül valamennyi földjük a kolostoré lett.
A mezőgazdaság mellett fejlődésnek indult az ipar, 1469-ben már vashámor működött a faluban. A 16. század nagy felfordulást és sok szenvedést hozott: ide is elért a német parasztháború, majd azt követően a Bécset ostromló törökök dúlták fel a vidéket. A lakosság körében elterjedt a protestantizmus. A 17. században a harmincéves háború, a pestisjárványok és a Bécs második ostromához érkező török hadseregek szedték áldozataikat.
Ramsau 1783-ban, II. József egyházrendeletét követően lett önálló egyházközség. Papját a lilienfeldi kolostorból kapta. A 19. században gyors fejlődésnek indult az ipar: szenet és gipszet bányásztak, cementet gyártottak a faluban. A század végén Bécs közelségének köszönhetően az idegenforgalom is fellendült, számos polgárcsalád vásárolt nyaralót Ramsauban.
Az első világháború és az azt követő gazdasági válság nélkülözést és munkanélküliséget hozott magával. Az 1938-as Anschluss során a lakosok egyhangúlag a Német Birodalomhoz való csatlakozásra voksoltak. A második világháború végén összecsapásokra került sor a szovjet és német csapatok között, amelynek öt ház és egy fűrészmalom esett áldozatául.

## Lakosság
A ramsaui önkormányzat területén 2019 januárjában 862 fő élt. A lakosságszám 1900 óta 850-1000 között ingadozik. 2017-ben a helybeliek 89,1%-a volt osztrák állampolgár; a külföldiek közül 0,9% a régi (2004 előtti), 7,7% az új EU-tagállamokból érkezett. 1,3% a volt Jugoszlávia (Szlovénia és Horvátország nélkül) vagy Törökország, 0,9% egyéb országok polgára volt. 2001-ben a lakosok 82,3%-a római katolikusnak, 2,1% evangélikusnak, 1,6% ortodoxnak, 4,3% mohamedánnak, 7,9% pedig felekezeten kívülinek vallotta magát. Ugyanekkor 8 magyar élt a községben; a nagyobb nemzetiségi csoportokat a német (81,5%) mellett a horvátok (7,4%), a szerbek (2,2%) és a csehek (1,4%) alkották.
A népesség változása:

| 2016 | 821 |
| 2018 | 850 |

## Látnivalók
- a Szeplőtelen fogantatás-plébániatemplom

## Fordítás
- Ez a szócikk részben vagy egészben  a   Ramsau (Niederösterreich) című német Wikipédia-szócikk ezen változatának fordításán alapul.  Az eredeti cikk szerkesztőit annak laptörténete sorolja fel. Ez a jelzés csupán a megfogalmazás eredetét és a szerzői jogokat jelzi, nem szolgál a cikkben szereplő információk forrásmegjelöléseként.